# La Bazouge-de-Chemeré
La Bazouge-de-Chemeré település Franciaországban, Mayenne megyében. Lakosainak száma 495 fő (2022. január 1.). La Bazouge-de-Chemeré Bazougers, Chémeré-le-Roi, La Cropte, Saint-Denis-du-Maine, Saint-Georges-le-Fléchard, Saulges és Vaiges községekkel határos.

## Népesség
A település népességének változása:
| Lakosok száma | 592  | 447  | 406  | 504  | 516  | 515  | 516  | 516  | 509  | 495  |
|               | 1968 | 1982 | 1990 | 2006 | 2013 | 2015 | 2017 | 2019 | 2020 | 2022 |